# モビスター・チーム
モビスター・チーム (Movistar Team) は、スペインに籍を置く、自転車競技、ロードレースチーム。UCIワールドチームの一つである。ゼネラル・マネージャーはエウセビオ・ウンスエ。

## 概要
前身であるレイノルズ・チームにて、1985年と1989年にはペドロ・デルガドがブエルタ・ア・エスパーニャで、1988年にはツール・ド・フランスで総合優勝した。その後スポンサーが信用銀行のバネストとなり、1991年から1995年にはミゲル・インドゥラインがツール・ド・フランスで5連覇し、1992年と1993年にはジロ・デ・イタリアを連覇した。1998年にはアブラハム・オラーノがブエルタ・ア・エスパーニャで総合優勝している。2005年にUCIプロツアーが発足した際には、創設メンバーとなった。
2004年にはバレアレス諸島州政府が新たにスポンサーに加わった。2005年にはバネストがスポンサーを降板し、ケス・デパーニュがサブスポンサーとなった。2006年、チーム名はメインスポンサーであるケス・デパーニュグループ（フランスの貯蓄銀行）に由来するケス・デパーニュがメインスポンサーに昇格し、2007年にはケス・デパーニュが単独スポンサーとなった。
2011年にはケス・デパーニュがスポンサーを撤退した。スペインの大手通信会社のテレフォニカがスポンサーとなり、チーム名はモビスター・チームとなった。
尚、前身のチームを含めると現存するUCIワールドチーム及びUCIプロチームの中で最も長い歴史を持つチームである。

## 使用機材
ミゲル・インドゥラインがツール・ド・フランス5連覇のうちの2勝目を挙げた1992年から20年以上にわたりピナレロ社のフレーム（一時はピナレロの姉妹ブランド「オペラ」を使用していたこともあった）にカンパニョーロ社のコンポーネントを使用していたが、ピナレロ社がチームスカイに比重を置いた供給体制をとるようになったこともあり、2013年をもってピナレロ社とのパートナーシップを打ち切り、2014年からはカンパニョーロのパーツと共に「キャニオン」社のフレームを使用することになった。
チーム発足から37年間カンパニョーロのコンポーネントとホイールを使い続けたが、2019年シーズンをもって契約を打ち切り、2020年シーズンからアメリカのコンポーネントメーカーであるSRAMと2年契約を締結し、ホイールもSRAM傘下のZippに切り替えた。カンパニョーロ時代はキャリパーブレーキを使っていたが、スラムに変更してからは油圧ディスクブレーキを使用し始めた。

## 主な実績

### 2014年
- ツール・ド・サンルイス　総合優勝　ナイロ・キンタナ

- ブエルタ・ア・アンダルシア　総合優勝　アレハンドロ・バルベルデ
- ティレーノ～アドリアティコ　区間優勝　アドリアーノ・マローリ（第7ステージ・個人タイムトライアル）

- フレッシュ・ワロンヌ　優勝　アレハンドロ・バルベルデ

- ジロ・デ・イタリア　総合優勝　ナイロ・キンタナ（第16,19ステージ優勝）
- スペイン選手権　優勝　アレハンドロ・バルベルデ（個人タイムトライアル）、ヨン・イサギレ（ロードレース）
- イタリア選手権　優勝　アドリアーノ・マローリ（個人タイムトライアル）
- クラシカ・サンセバスティアン　優勝　アレハンドロ・バルベルデ

- ブエルタ・ア・ブルゴス　総合優勝　ナイロ・キンタナ
- ブエルタ・ア・エスパーニャ　総合3位　アレハンドロ・バルベルデ（第1・TTT,6優勝）、アドリアーノ・マローリ（第21・ITT優勝）

### 2015年
- ツアー・ダウンアンダー　区間優勝　フアン・ホセ・ロバト（第2ステージ）
- ティレーノ～アドリアティコ　総合優勝　ナイロ・キンタナ（第5ステージ優勝）、区間優勝　アドリアーノ・マローリ（プロローグ）
- ボルタ・シクリスタ・ア・カタルーニャ　総合2位　アレハンドロ・バルベルデ（第2,5,7ステージ優勝）
- フレッシュ・ワロンヌ　優勝　アレハンドロ・バルベルデ
- リエージュ～バストーニュ～リエージュ　優勝　アレハンドロ・バルベルデ
- ジロ・デ・イタリア　山岳賞　ジョヴァンニ・ヴィスコンティ、区間優勝　ベニャト・インチャウスティ（第8ステージ）
- ツール・ド・フランス　新人賞、総合2位　ナイロ・キンタナ
- イタリア選手権　優勝　アドリアーノ・マローリ（個人タイムトライアル）
- イギリス選手権　優勝　アレックス・ダウセット（個人タイムトライアル）
- スペイン選手権　優勝　ホナタン・カストロビエホ（個人タイムトライアル）、アレハンドロ・バルベルデ（ロードレース）
- ツール・ド・ポローニュ　総合優勝　ヨン・イサギレ
- ブエルタ・ア・エスパーニャ　ポイント賞　アレハンドロ・バルベルデ（第4ステージ優勝）

### 2016年
- ボルタ・シクリスタ・ア・カタルーニャ　総合優勝　ナイロ・キンタナ
- フレッシュ・ワロンヌ　優勝　アレハンドロ・バルベルデ
- ツール・ド・ロマンディ　総合優勝　ナイロ・キンタナ（第2ステージ優勝）、区間優勝　ヨン・イサギレ（第2ステージ）
- ジロ・デ・イタリア　総合3位　アレハンドロ・バルベルデ（第16ステージ優勝）
- クリテリウム・デュ・ドフィネ　区間優勝　ヘスス・エラダ（第2ステージ）
- ツール・ド・スイス　区間優勝　ヨン・イサギレ（第8ステージ・個人タイムトライアル）
- イギリス選手権　優勝　アレックス・ダウセット（個人タイムトライアル）
- スペイン選手権　優勝　ヨン・イサギレ（個人タイムトライアル）、ホセ・ホアキン・ロハス（ロードレース）
- ポルトガル選手権　優勝　ネルソン・オリヴェイラ（個人タイムトライアル）
- ツール・ド・ポローニュ　区間優勝　アレックス・ダウセット（第7ステージ）
- ツール・ド・フランス　総合3位　ナイロ・キンタナ、区間優勝　ヨン・イサギレ（第20ステージ）
- ブエルタ・ア・エスパーニャ　総合優勝　ナイロ・キンタナ（第10ステージ優勝）
- ヨーロッパ選手権　優勝　ホナタン・カストロビエホ（個人タイムトライアル）

### 2017年
- ティレーノ〜アドリアティコ
  - 総合優勝　ナイロ・キンタナ（第4ステージ優勝）
  - チーム総合時間賞
- ボルタ・シクリスタ・ア・カタルーニャ
  - 総合優勝、山岳賞　アレハンドロ・バルベルデ（第3、5、7ステージ優勝）
  - ヤングライダー賞　マルク・ソレル
  - チーム総合時間賞
- ブエルタ・アル・パイス・バスコ　総合優勝、ポイント賞　アレハンドロ・バルベルデ(第5ステージ優勝)
- フレッシュ・ワロンヌ　優勝　アレハンドロ・バルベルデ
- リエージュ〜バストーニュ〜リエージュ　優勝　アレハンドロ・バルベルデ
- ジロ・デ・イタリア
  - 区間優勝　ゴルカ・イサギレ（第8ステージ）、ナイロ・キンタナ（第9ステージ）
  - チーム総合時間賞
- ハンマー・シリーズ リンブルフ　区間優勝（第1ステージ・ハンマークライム）
- スペイン選手権　優勝　ヘスス・エラダ（ロードレース）、ホナタン・カストロビエホ（個人タイムトライアル）

### 2018年
- アブダビ・ツアー　 総合優勝　アレハンドロ・バルベルデ（第5ステージ優勝）
- ティレーノ〜アドリアティコ　区間優勝　ミケル・ランダ（第4ステージ）
- パリ～ニース　 総合優勝、 新人賞　マルク・ソレル
- ボルタ・シクリスタ・ア・カタルーニャ　 総合優勝、 山岳賞　アレハンドロ・バルベルデ（第2,4ステージ優勝）
- ジロ・デ・イタリア　区間優勝　リカルド・カラパス（第8ステージ）
- ツール・ド・スイス　区間優勝　ナイロ・キンタナ（第7ステージ）
- ツール・ド・フランス
  - 区間優勝　ナイロ・キンタナ（第17ステージ）
  - チーム総合時間賞
- ブエルタ・ア・エスパーニャ
  -  ポイント賞　アレハンドロ・バルベルデ（第2,8ステージ優勝）
  - チーム総合時間賞
- 世界選手権  優勝　アレハンドロ・バルベルデ（ロードレース）

### 2019年
- UAEツアー　区間優勝　アレハンドロ・バルベルデ（第3ステージ）
- ジロ・デ・イタリア
  - 総合優勝　リカルド・カラパス（第4,14ステージ優勝）
  - チーム総合時間賞
- スペイン選手権　優勝　アレハンドロ・バルベルデ（ロードレース）
- ツール・ド・フランス
  - 区間優勝　ナイロ・キンタナ（第18ステージ）
  - チーム総合時間賞
- ブエルタ・ア・エスパーニャ
  - 区間優勝　ナイロ・キンタナ（第2ステージ）、アレハンドロ・バルベルデ（第7ステージ）
  - チーム総合時間賞

### 2020年
- ツール・ド・フランス チーム総合時間賞
- ブエルタ・ア・エスパーニャ
  -  ヤングライダー賞　エンリク・マス
  - 区間優勝　マルク・ソレル（第2ステージ）
  - チーム総合時間賞

### 2021年
- ツール・ド・ロマンディ 区間優勝 マルク・ソレル（第3ステージ）
- クリテリウム・デュ・ドフィネ 区間優勝 アレハンドロ・バルベルデ（第6ステージ）
- ブエルタ・ア・エスパーニャ 区間優勝 ミゲル・アンヘル・ロペス（第18ステージ）
- プエルトリコ選手権　優勝　アブネル・ゴンサレス（英語版）（個人タイムトライアル、ロードレース）

## 2022年陣容
2022年6月29日更新
| 選手名                          | 国籍           | 生年月日               | 前年所属                   |
| ------------------------------- | -------------- | ---------------------- | -------------------------- |
| アレックス・アランブル          | スペイン       | 1995年9月19日（29歳）  | アスタナ・プレミアテック   |
| ホルヘ・アルカス                | スペイン       | 1992年7月8日（32歳）   |                            |
| ウィリアム・バータ              | アメリカ合衆国 | 1996年1月4日（29歳）   | EFエデュケーション・NIPPO  |
| イニゴ・エロセギ                | スペイン       | 1998年3月6日（27歳）   |                            |
| イマノル・エルビティ            | スペイン       | 1983年11月15日（41歳） |                            |
| イヴァン・ガルシア・コルティナ  | スペイン       | 1995年11月20日（29歳） |                            |
| アブネル・ゴンサレス            | プエルトリコ   | 2000年10月9日（24歳）  |                            |
| ユーリ・ホールマン              | ドイツ         | 1999年8月30日（25歳）  |                            |
| ゴルカ・イサギレ                | スペイン       | 1987年10月7日（37歳）  | アスタナ・プレミアテック   |
| ヨハン・ヤコブス                | スイス         | 1997年3月1日（28歳）   |                            |
| マッテオ・ジョーゲンセン        | アメリカ合衆国 | 1999年7月1日（25歳）   |                            |
| マックス・カンター              | ドイツ         | 1997年10月22日（27歳） | チームDSM                  |
| オイエル・ラスカノ              | スペイン       | 1999年11月7日（25歳）  | カハ・ルラル＝セグロス RGA |
| エンリク・マス                  | スペイン       | 1995年1月7日（30歳）   |                            |
| ルイス・マス                    | スペイン       | 1989年10月15日（35歳） |                            |
| グレゴール・ミュールベルガー    | オーストリア   | 1994年4月4日（30歳）   |                            |
| マティーアス・ノーアスゴー      | デンマーク     | 1997年5月5日（27歳）   |                            |
| ネルソン・オリヴェイラ          | ポルトガル     | 1989年3月6日（36歳）   |                            |
| アントニオ・ペドレロ            | スペイン       | 1991年10月23日（33歳） |                            |
| ヴィニシウス・ハンジェウ        | ブラジル       | 2001年5月26日（23歳）  | Telcom–On Clima–Osés Const |
| オスカル・ロドリゲス （英語版） | スペイン       | 1995年5月6日（29歳）   | アスタナ・プレミアテック   |
| ホセ・ロハス                    | スペイン       | 1985年6月8日（39歳）   |                            |
| エイネルアウグスト・ルビオ      | コロンビア     | 1998年2月22日（27歳）  |                            |
| セルジオ・サミティエル          | スペイン       | 1995年8月31日（29歳）  |                            |
| ゴンサロ・セラノ                | スペイン       | 1994年8月17日（30歳）  |                            |
| イバン・ソーサ                  | コロンビア     | 1997年10月31日（27歳） | イネオス・グレナディアス   |
| アルベルト・トレス              | スペイン       | 1990年4月26日（34歳）  |                            |
| アレハンドロ・バルベルデ        | スペイン       | 1980年4月25日（44歳）  |                            |
| カルロス・ベローナ              | スペイン       | 1992年11月4日（32歳）  |                            |

## 歴代陣容
| 2021年陣容                     | 2021年陣容     | 2021年陣容             | 2021年陣容                 |
| 選手名                         | 国籍           | 生年月日               | 前年所属                   |
| ------------------------------ | -------------- | ---------------------- | -------------------------- |
| フアンディエゴ・アルバ         | コロンビア     | 1997年9月11日（27歳）  |                            |
| ホルヘ・アルカス               | スペイン       | 1992年7月8日（32歳）   |                            |
| エクトル・カレテロ             | スペイン       | 1995年5月28日（29歳）  |                            |
| ダリオ・カタルド               | イタリア       | 1985年3月17日（39歳）  |                            |
| ガブリエル・カレイグ           | イギリス       | 1996年4月8日（28歳）   |                            |
| イニゴ・エロセギ               | スペイン       | 1998年3月6日（27歳）   |                            |
| イマノル・エルビティ           | スペイン       | 1983年11月15日（41歳） |                            |
| イヴァン・ガルシア・コルティナ | スペイン       | 1995年11月20日（29歳） | バーレーン・マクラーレン   |
| アブネル・ゴンサレス           | プエルトリコ   | 2000年10月9日（24歳）  | Telcom–On Clima–Osés Const |
| ユーリ・ホールマン             | ドイツ         | 1999年8月30日（25歳）  |                            |
| ヨハン・ヤコブス               | スイス         | 1997年3月1日（28歳）   |                            |
| マッテオ・ヨルゲンソン         | アメリカ合衆国 | 1999年7月1日（25歳）   |                            |
| ミゲル・アンヘル・ロペス       | コロンビア     | 1994年2月4日（31歳）   | アスタナ・プロチーム       |
| ルイス・マス                   | スペイン       | 1989年10月15日（35歳） |                            |
| エンリク・マス                 | スペイン       | 1995年1月7日（30歳）   |                            |
| セバスティアン・モラ           | スペイン       | 1988年2月19日（37歳）  |                            |
| グレゴール・ミュールベルガー   | オーストリア   | 1994年4月4日（30歳）   | ボーラ＝ハンスグローエ     |
| マティーアス・ノーアスゴー     | デンマーク     | 1997年5月5日（27歳）   |                            |
| ネルソン・オリヴェイラ         | ポルトガル     | 1989年3月6日（36歳）   |                            |
| アントニオ・ペドレロ           | スペイン       | 1991年10月23日（33歳） |                            |
| ホセ・ロハス                   | スペイン       | 1985年6月8日（39歳）   |                            |
| エイネルアウグスト・ルビオ     | コロンビア     | 1998年2月22日（27歳）  |                            |
| セルジオ・サミティエル         | スペイン       | 1995年8月31日（29歳）  |                            |
| ゴンサロ・セラノ               | スペイン       | 1994年8月17日（30歳）  | Caja Rural–Seguros RGA     |
| マルク・ソレル                 | スペイン       | 1993年11月22日（31歳） |                            |
| アルベルト・トレス             | スペイン       | 1990年4月26日（34歳）  |                            |
| アレハンドロ・バルベルデ       | スペイン       | 1980年4月25日（44歳）  |                            |
| カルロス・ベローナ             | スペイン       | 1992年11月4日（32歳）  |                            |
| ダヴィデ・ヴィレッラ           | イタリア       | 1991年6月27日（33歳）  |                            |

| 2020年陣容                         | 2020年陣容     | 2020年陣容             | 2020年陣容                       |
| 選手名                             | 国籍           | 生年月日               | 前年所属                         |
| ---------------------------------- | -------------- | ---------------------- | -------------------------------- |
| フアンディエゴ・アルバ             | コロンビア     | 1997年9月11日（27歳）  | Coldeportes Zenú                 |
| ホルヘ・アルカス                   | スペイン       | 1992年7月8日（32歳）   |                                  |
| カルロス・ベタンクール             | コロンビア     | 1989年10月13日（35歳） |                                  |
| エクトル・カレテロ                 | スペイン       | 1995年5月28日（29歳）  |                                  |
| ダリオ・カタルド                   | イタリア       | 1985年3月17日（39歳）  | アスタナ・プロチーム             |
| ガブリエル・クレイ                 | イギリス       | 1996年4月8日（28歳）   | Team Wiggins Le Col              |
| イニーゴ・エロセギ                 | スペイン       | 1998年3月6日（27歳）   | Lizarte                          |
| イマノル・エルビティ               | スペイン       | 1983年11月15日（41歳） |                                  |
| ユーリ・ホルマン                   | ドイツ         | 1999年8月30日（25歳）  | Heizomat–Rad-Net.de              |
| ヨハン・ヤコブス                   | スイス         | 1997年3月1日（28歳）   | Lotto–Soudal U23                 |
| マティアス・イェルゲンセン（英語） | デンマーク     | 1997年5月5日（27歳）   | Riwal–Readynez Cycling Team      |
| マッテオ・ヨルゲンソン             | アメリカ合衆国 | 1999年7月1日（25歳）   | Chambéry Cyclisme Formation      |
| ルイス・マス                       | スペイン       | 1989年10月15日（35歳） |                                  |
| エンリク・マス                     | スペイン       | 1995年1月7日（30歳）   | ドゥクーニンク・クイックステップ |
| セバスティアン・モラ               | スペイン       | 1988年2月19日（37歳）  | カハ・ルラル＝セグロス RGA       |
| ネルソン・オリヴェイラ             | ポルトガル     | 1989年3月6日（36歳）   |                                  |
| アントニオ・ペドレロ               | スペイン       | 1991年10月23日（33歳） |                                  |
| エドゥアルド・プラデス             | スペイン       | 1987年8月9日（37歳）   |                                  |
| ユルゲン・ルーランズ               | ベルギー       | 1985年7月2日（39歳）   |                                  |
| ホセ・ロハス                       | スペイン       | 1985年6月8日（39歳）   |                                  |
| エイネルアウグスト・ルビオ         | コロンビア     | 1998年2月22日（27歳）  | Aran Cucine-Vejus                |
| セルジオ・サミティエル             | スペイン       | 1995年8月31日（29歳）  | Euskadi–Murias                   |
| エドゥアルド・セプルベダ           | アルゼンチン   | 1991年6月13日（33歳）  |                                  |
| マルク・ソレル                     | スペイン       | 1993年11月22日（31歳） |                                  |
| アルベルト・トレス                 | スペイン       | 1990年4月26日（34歳）  | Grup Esportiu Es Port            |
| アレハンドロ・バルベルデ           | スペイン       | 1980年4月25日（44歳）  |                                  |
| カルロス・ベローナ                 | スペイン       | 1992年11月4日（32歳）  |                                  |
| ダヴィデ・ヴィレッラ               | イタリア       | 1991年6月27日（33歳）  | アスタナ・プロチーム             |

| 2019年陣容               | 2019年陣容   | 2019年陣容             | 2019年陣容                             |
| 選手名                   | 国籍         | 生年月日               | 前年所属                               |
| ------------------------ | ------------ | ---------------------- | -------------------------------------- |
| アンドレイ・アマドール   | コスタリカ   | 1986年8月29日（38歳）  |                                        |
| ウィネル・アナコナ       | コロンビア   | 1988年8月11日（36歳）  |                                        |
| ホルヘ・アルカス         | スペイン     | 1992年7月8日（32歳）   |                                        |
| カルロス・バルベロ       | スペイン     | 1991年4月29日（33歳）  |                                        |
| ダニエーレ・ベンナーティ | イタリア     | 1980年9月24日（44歳）  |                                        |
| カルロス・ベタンクール   | コロンビア   | 1989年10月13日（35歳） |                                        |
| リカルド・カラパス       | エクアドル   | 1993年5月29日（31歳）  |                                        |
| エクトル・カレテロ       | スペイン     | 1995年5月28日（29歳）  |                                        |
| ハイメ・カストリーリョ   | スペイン     | 1996年3月13日（28歳）  |                                        |
| イマノル・エルビティ     | スペイン     | 1983年11月15日（41歳） |                                        |
| ルーベン・フェルナンデス | スペイン     | 1991年3月1日（34歳）   |                                        |
| ミケル・ランダ           | スペイン     | 1989年12月13日（35歳） |                                        |
| ルイスギレルモ・マス     | スペイン     | 1989年10月15日（35歳） | カハ・ルラル＝セグロス RGA             |
| ネルソン・オリヴェイラ   | ポルトガル   | 1989年3月6日（36歳）   |                                        |
| アントニオ・ペドレロ     | スペイン     | 1991年10月23日（33歳） |                                        |
| エドゥアルド・プラデス   | スペイン     | 1987年8月9日（37歳）   | エウスカディバスクカントリー・ムリアス |
| ナイロ・キンタナ         | コロンビア   | 1990年2月4日（35歳）   |                                        |
| ユルゲン・ルーランズ     | ベルギー     | 1985年7月2日（39歳）   | BMC・レーシング                        |
| ホセ・ホアキン・ロハス   | スペイン     | 1985年6月8日（39歳）   |                                        |
| ハイメ・ロソン           | スペイン     | 1993年1月10日（32歳）  |                                        |
| エドゥアルト・セプルベダ | アルゼンチン | 1991年6月13日（33歳）  |                                        |
| マルク・ソレル           | スペイン     | 1993年11月22日（31歳） |                                        |
| ヤシャ・ズッタリン       | ドイツ       | 1992年11月4日（32歳）  |                                        |
| ラファエル・バルス       | スペイン     | 1987年6月25日（37歳）  |                                        |
| アレハンドロ・バルベルデ | スペイン     | 1980年4月25日（44歳）  |                                        |
| カルロス・ベロナ         | スペイン     | 1992年11月4日（32歳）  | ミッチェルトン・スコット               |

| 2018年陣容               | 2018年陣容   | 2018年陣容             | 2018年陣容               | 2018年陣容                        |
| 選手名                   | 国籍         | 生年月日               | 前年所属                 | 翌年所属                          |
| ------------------------ | ------------ | ---------------------- | ------------------------ | --------------------------------- |
| アンドレイ・アマドール   | コスタリカ   | 1986年8月29日（38歳）  |                          |                                   |
| ウィネル・アナコナ       | コロンビア   | 1988年8月11日（36歳）  |                          |                                   |
| ホルヘ・アルカス         | スペイン     | 1992年7月8日（32歳）   |                          |                                   |
| カルロス・バルベロ       | スペイン     | 1991年4月29日（33歳）  |                          |                                   |
| ダニエーレ・ベンナーティ | イタリア     | 1980年9月24日（44歳）  |                          |                                   |
| カルロス・ベタンクール   | コロンビア   | 1989年10月13日（35歳） |                          |                                   |
| ヌーノ・ビーコ           | ポルトガル   | 1994年7月3日（30歳）   |                          | ブルゴス・BH                      |
| リカルド・カラパス       | エクアドル   | 1993年5月29日（31歳）  |                          |                                   |
| エクトル・カレテロ       | スペイン     | 1995年5月28日（29歳）  |                          |                                   |
| ハイメ・カストリーリョ   | スペイン     | 1996年3月13日（28歳）  | リサルテ                 |                                   |
| ビクトル・デラパルテ     | スペイン     | 1986年6月22日（38歳）  |                          | CCCチーム                         |
| イマノル・エルビティ     | スペイン     | 1983年11月15日（41歳） |                          |                                   |
| ルーベン・フェルナンデス | スペイン     | 1991年3月1日（34歳）   |                          |                                   |
| ミケル・ランダ           | スペイン     | 1989年12月13日（35歳） | チーム・スカイ           |                                   |
| ネルソン・オリヴェイラ   | ポルトガル   | 1989年3月6日（36歳）   |                          |                                   |
| アントニオ・ペドレロ     | スペイン     | 1991年10月23日（33歳） |                          |                                   |
| ナイロ・キンタナ         | コロンビア   | 1990年2月4日（35歳）   |                          |                                   |
| ダイエル・キンタナ       | コロンビア   | 1992年8月10日（32歳）  |                          | Neri Sottoli - Selle Italia - KTM |
| ホセ・ホアキン・ロハス   | スペイン     | 1985年6月8日（39歳）   |                          |                                   |
| ハイメ・ロソン           | スペイン     | 1993年1月10日（32歳）  | カハルラル・セグロスRGA  |                                   |
| エドゥアルド・セプルベダ | アルゼンチン | 1991年6月13日（33歳）  | フォルトゥネオ・オスカロ |                                   |
| マルク・ソレル           | スペイン     | 1993年11月22日（31歳） |                          |                                   |
| ヤシャ・ズッタリン       | ドイツ       | 1992年11月4日（32歳）  |                          |                                   |
| ラファエル・バルス       | スペイン     | 1987年6月25日（37歳）  | ロット・ソウダル         |                                   |
| アレハンドロ・バルベルデ | スペイン     | 1980年4月25日（44歳）  |                          |                                   |

| 2017年陣容               | 2017年陣容     | 2017年陣容             | 2017年陣容                                   | 2017年陣容                          |
| 選手名                   | 国籍           | 生年月日               | 前年所属                                     | 翌年所属                            |
| ------------------------ | -------------- | ---------------------- | -------------------------------------------- | ----------------------------------- |
| アンドレイ・アマドール   | コスタリカ     | 1986年8月29日（38歳）  |                                              |                                     |
| ウィネル・アナコナ       | コロンビア     | 1988年8月11日（36歳）  |                                              |                                     |
| ホルヘ・アルカス         | スペイン       | 1992年7月8日（32歳）   |                                              |                                     |
| カルロス・バルベロ       | スペイン       | 1991年4月29日（33歳）  | カハルラル・セグロスRGA                      |                                     |
| ダニエーレ・ベンナーティ | イタリア       | 1980年9月24日（44歳）  | ティンコフ                                   |                                     |
| カルロス・ベタンクール   | コロンビア     | 1989年10月13日（35歳） |                                              |                                     |
| ヌーノ・ビーコ           | ポルトガル     | 1994年7月3日（30歳）   | クラインコンスタンティア                     |                                     |
| リカルド・カラパス       | エクアドル     | 1993年5月29日（31歳）  | ストロングマン・カンパニョーロ・ウィリエール |                                     |
| エクトル・カレテロ       | スペイン       | 1995年5月28日（29歳）  | リザルテ（アマチュア）                       |                                     |
| ホナタン・カストロビエホ | スペイン       | 1997年4月27日（27歳）  |                                              | チーム・スカイ                      |
| ビクトル・デラパルテ     | スペイン       | 1986年6月22日（38歳）  | CCCスプランディ・ポルコヴィチェ              |                                     |
| アレックス・ダウセット   | イギリス       | 1988年10月3日（36歳）  |                                              | カチューシャ・アルペシン            |
| イマノル・エルビティ     | スペイン       | 1983年11月15日（41歳） |                                              |                                     |
| ルーベン・フェルナンデス | スペイン       | 1991年3月1日（34歳）   |                                              |                                     |
| ホセ・エラダ             | スペイン       | 1985年10月1日（39歳）  |                                              | コフィディス                        |
| ヘスス・エラダ           | スペイン       | 1990年7月26日（34歳）  |                                              | コフィディス                        |
| ゴルカ・イサギレ         | スペイン       | 1987年10月7日（37歳）  |                                              | バーレーン・メリダ                  |
| アドリアーノ・マローリ   | イタリア       | 1988年1月28日（37歳）  |                                              | 引退                                |
| ダニエル・モレノ         | スペイン       | 1981年9月5日（43歳）   |                                              | チーム EFエデュケーションファースト |
| ネルソン・オリヴェイラ   | ポルトガル     | 1989年3月6日（36歳）   |                                              |                                     |
| アントニオ・ペドレロ     | スペイン       | 1991年10月23日（33歳） |                                              |                                     |
| ナイロ・キンタナ         | コロンビア     | 1990年2月4日（35歳）   |                                              |                                     |
| ダイエル・キンタナ       | コロンビア     | 1992年8月10日（32歳）  |                                              |                                     |
| ホセ・ホアキン・ロハス   | スペイン       | 1985年6月8日（39歳）   |                                              |                                     |
| マルク・ソレル           | スペイン       | 1993年11月22日（31歳） |                                              |                                     |
| ローリー・スザーランド   | オーストラリア | 1982年2月8日（43歳）   |                                              | UAE・チーム エミレーツ              |
| ヤシャ・ズッタリン       | ドイツ         | 1992年11月4日（32歳）  |                                              |                                     |
| アレハンドロ・バルベルデ | スペイン       | 1980年4月25日（44歳）  |                                              |                                     |

| 2016年陣容                   | 2016年陣容     | 2016年陣容             | 2016年陣容                                | 2016年陣容               |
| 選手名                       | 国籍           | 生年月日               | 前年所属                                  | 翌年所属                 |
| ---------------------------- | -------------- | ---------------------- | ----------------------------------------- | ------------------------ |
| アンドレイ・アマドール       | コスタリカ     | 1986年8月29日（38歳）  |                                           |                          |
| ウィネル・アナコナ           | コロンビア     | 1988年8月11日（36歳）  |                                           |                          |
| ホルヘ・アルカス             | スペイン       | 1992年7月8日（32歳）   | リザルテ（アマチュア）                    |                          |
| カルロス・ベタンクール       | コロンビア     | 1989年10月13日（35歳） | AG2R・ラ・モンディアル（8月まで）         |                          |
| ホナタン・カストロビエホ     | スペイン       | 1987年4月27日（37歳）  |                                           |                          |
| アレックス・ダウセット       | イギリス       | 1988年10月3日（36歳）  |                                           |                          |
| イマノル・エルビティ         | スペイン       | 1983年11月15日（41歳） |                                           |                          |
| ルーベン・フェルナンデス     | スペイン       | 1991年3月1日（34歳）   |                                           |                          |
| ホセ・エラダ                 | スペイン       | 1985年10月1日（39歳）  |                                           |                          |
| ヘスス・エラダ               | スペイン       | 1990年7月26日（34歳）  |                                           |                          |
| ヨン・イサギレ               | スペイン       | 1989年2月4日（36歳）   |                                           | バーレーン・メリダ       |
| ゴルカ・イサギレ             | スペイン       | 1987年10月7日（37歳）  |                                           |                          |
| フアン・ホセ・ロバト         | スペイン       | 1988年12月28日（36歳） |                                           | チーム・ロットNL・ユンボ |
| アドリアーノ・マローリ       | イタリア       | 1988年1月28日（37歳）  |                                           |                          |
| ダニエル・モレノ             | スペイン       | 1981年9月5日（43歳）   | チーム・カチューシャ                      |                          |
| ハビエル・モレノ             | スペイン       | 1984年6月18日（40歳）  |                                           | バーレーン・メリダ       |
| ネルソン・オリヴェイラ       | ポルトガル     | 1989年3月6日（36歳）   | ランプレ・メリダ                          |                          |
| アントニオ・ペドレロ         | スペイン       | 1991年10月23日（33歳） | インテハ・MMRドミニカンサイクリングチーム |                          |
| ナイロ・キンタナ             | コロンビア     | 1990年2月4日（35歳）   |                                           |                          |
| ダイエル・キンタナ           | コロンビア     | 1992年8月10日（32歳）  |                                           |                          |
| ホセー・ホアキーン・ロハス   | スペイン       | 1985年6月8日（39歳）   |                                           |                          |
| マルク・ソレル               | スペイン       | 1993年11月22日（31歳） |                                           |                          |
| ローリー・スザーランド       | オーストラリア | 1982年2月8日（43歳）   |                                           |                          |
| ヤシャ・ズッタリン           | ドイツ         | 1992年11月4日（32歳）  |                                           |                          |
| アレハンドロ・バルベルデ     | スペイン       | 1980年4月25日（44歳）  |                                           |                          |
| フランシスコ・ベントソ       | スペイン       | 1982年5月6日（42歳）   |                                           | BMC・レーシング          |
| ジョヴァンニ・ヴィスコンティ | イタリア       | 1983年1月13日（42歳）  |                                           | バーレーン・メリダ       |

| 2012年陣容                   | 2012年陣容 | 2012年陣容     | 2012年陣容                                              |
| 選手名                       | 国籍       | 生年月日       | 前年所属                                                |
| ---------------------------- | ---------- | -------------- | ------------------------------------------------------- |
| アンドレイ・アマドール       | コスタリカ | 1986年8月29日  |                                                         |
| ダビ・アロヨ                 | スペイン   | 1980年1月7日   |                                                         |
| マルツィオ・ブルセギン       | イタリア   | 1974年6月15日  |                                                         |
| ホナタン・カストロビエホ     | スペイン   | 1987年4月27日  | エウスカルテル・エウスカディ                            |
| フアン・ホセー・コボ         | スペイン   | 1981年2月11日  | ジェオックス・TMC                                       |
| ルイ・コスタ                 | ポルトガル | 1986年10月5日  |                                                         |
| イマノル・エルビティ         | スペイン   | 1983年11月15日 |                                                         |
| ホセ・イバン・グティエレス   | スペイン   | 1978年11月27日 |                                                         |
| ヘスス・エラダ               | スペイン   | 1990年7月26日  |                                                         |
| ベニャト・インチャウスティ   | スペイン   | 1986年3月20日  |                                                         |
| ハビエル・イリアルテ         | スペイン   | 1986年11月11日 |                                                         |
| ウラディミール・カルペツ     | ロシア     | 1980年9月20日  | チーム・カチューシャ                                    |
| ヴァシル・キリエンカ         | ベラルーシ | 1981年6月28日  |                                                         |
| イグナタス・コノワロワス     | リトアニア | 1985年12月8日  |                                                         |
| パブロ・ラストラス           | スペイン   | 1976年1月20日  |                                                         |
| ダビ・ロペス・ガルシア       | スペイン   | 1981年5月13日  |                                                         |
| アーンヘル・マドラソ         | スペイン   | 1988年7月30日  |                                                         |
| ハビエル・モレノ             | スペイン   | 1984年7月18日  | カハ・ルラル                                            |
| セルヒオ・パルディリャ       | スペイン   | 1984年1月16日  |                                                         |
| ルベーン・プラサ             | スペイン   | 1981年2月29日  |                                                         |
| ナイロ・キンタナ             | コロンビア | 1990年2月4日   | カフェー・デ・コロンビア - コロンビア・エス・パシオーン |
| ホセー・ホアキーン・ロハス   | スペイン   | 1985年6月8日   |                                                         |
| ブラニスラフ・サモイラフ     | ベラルーシ | 1985年5月25日  |                                                         |
| エンリケ・サンス             | スペイン   | 1989年9月11日  |                                                         |
| アレハンドロ・バルベルデ     | スペイン   | 1980年4月25日  | 2011年活動停止                                          |
| フランシスコ・ベントソ       | スペイン   | 1982年5月6日   |                                                         |
| ジョヴァンニ・ヴィスコンティ | イタリア   | 1983年1月13日  | ファルネーゼ・ヴィーニ - ネーリ・ソットーリ             |

| 2011年陣容                   | 2011年陣容 | 2011年陣容     | 2011年陣容                                                 |
| 選手名                       | 国籍       | 生年月日       | 前年所属                                                   |
| ---------------------------- | ---------- | -------------- | ---------------------------------------------------------- |
| アンドレイ・アマドール       | コスタリカ | 1986年8月29日  |                                                            |
| ダビ・アローヨ               | スペイン   | 1980年1月7日   |                                                            |
| マルツィオ・ブルセギン       | イタリア   | 1974年6月15日  |                                                            |
| イマノル・エルビティ         | スペイン   | 1983年11月15日 |                                                            |
| ホセ・ビセンテ・ガルシア     | スペイン   | 1972年8月4日   |                                                            |
| ホセ・イバン・グティエレス   | スペイン   | 1978年11月27日 |                                                            |
| ヘスス・エラダ               | スペイン   | 1990年7月26日  | カハ・ルラル(トレーニー)                                   |
| ベニャト・インチャウスティ   | スペイン   | 1986年3月20日  | エウスカルテル・エウスカディ                               |
| ハビエル・イリアルテ         | スペイン   | 1986年11月11日 | 所属チームなし                                             |
| ヴァシル・キリエンカ         | ベラルーシ | 1981年6月28日  |                                                            |
| イグナタス・コノヴァロヴァス | リトアニア | 1985年12月8日  | サーヴェロ・テストチーム                                   |
| パブロ・ラストラス           | スペイン   | 1976年1月20日  |                                                            |
| ダビ・ロペス                 | スペイン   | 1981年5月13日  |                                                            |
| アンヘル・マドラソ           | スペイン   | 1988年7月30日  |                                                            |
| カルロス・オヤルスン         | チリ       | 1981年10月26日 | テコス・デ・ラ・ウニベルシダ・アウトノマ・デ・グアダラハラ |
| セルヒオ・パルディーリャ     | スペイン   | 1984年1月16日  | カルミオーロ - NGC                                         |
| ルイス・パサモンテス         | スペイン   | 1979年10月2日  |                                                            |
| フランシスコ・ペレス         | スペイン   | 1978年7月22日  |                                                            |
| ルーベン・プラサ             | スペイン   | 1981年2月29日  |                                                            |
| ホセ・ホアキン・ロハス       | スペイン   | 1985年6月8日   |                                                            |
| ブラニスラフ・サモイラフ     | ベラルーシ | 1985年5月25日  | クイック・ステップ                                         |
| エンリケ・サンス             | スペイン   | 1989年9月11日  | リサルテ                                                   |
| マウリシオ・ソレール         | コロンビア | 1983年1月14日  |                                                            |
| フランシスコ・ホセ・ベントソ | スペイン   | 1982年5月6日   | カルミオーロ - NGC                                         |

| 2010年陣容                         | 2010年陣容 | 2010年陣容     | 2010年陣容           |
| 選手名                             | 国籍       | 生年月日       | 前年所属             |
| ---------------------------------- | ---------- | -------------- | -------------------- |
| アレハンドロ・バルベルデ           | スペイン   | 1980年4月25日  |                      |
| ダビ・アロヨ                       | スペイン   | 1980年1月7日   |                      |
| ルイ・コスタ                       | ポルトガル | 1986年10月5日  |                      |
| アルノー・コイヨ                   | フランス   | 1980年10月6日  |                      |
| マテュー・ドリュジョン             | フランス   | 1983年2月1日   |                      |
| イマノル・エルビティ               | スペイン   | 1983年11月15日 |                      |
| ホセ・ビセンテ・ガルシア・アコスタ | スペイン   | 1972年8月4日   |                      |
| ホセ・イバン・グティエレス         | スペイン   | 1978年11月27日 |                      |
| アルノル・ジャヌソン               | フランス   | 1986年1月16日  |                      |
| ヴァシル・キリエンカ               | ベラルーシ | 1981年6月28日  |                      |
| パブロ・ラストラス                 | スペイン   | 1976年1月20日  |                      |
| ダビ・ロペス・ガルシア             | スペイン   | 1981年5月13日  |                      |
| アルベルト・ロサダ                 | スペイン   | 1982年2月28日  |                      |
| アンヘル・マドラソ                 | スペイン   | 1988年7月30日  |                      |
| ルイス・パサモンテス               | スペイン   | 1979年10月2日  |                      |
| フランシスコ・ペレス               | スペイン   | 1978年7月22日  |                      |
| マテュー・ペルジェ                 | フランス   | 1984年9月18日  |                      |
| ホセ・ホアキン・ロハス             | スペイン   | 1985年6月8日   |                      |
| ルイス・レオン・サンチェス         | スペイン   | 1983年11月24日 |                      |
| リゴベルト・ウラン                 | コロンビア | 1987年1月26日  |                      |
| シャビエル・サンディオ             | スペイン   | 1977年3月17日  |                      |
| アンドレイ・アマドール             | コスタリカ | 1986年8月29日  |                      |
| マルツィオ・ブルセギン             | イタリア   | 1974年6月15日  | ランプレ・NGC        |
| フアン・ホセ・コーボ               | スペイン   | 1981年2月11日  | フジ・セルヴェット   |
| クリストフ・モロー                 | フランス   | 1971年4月12日  | アグリテュベル       |
| ルーベン・プラサ                   | スペイン   | 1980年2月29日  | リベルティ・セグロス |
| マウリシオ・ソレール               | コロンビア | 1983年1月14日  | バルロワールド       |